# Демидово (Большесельский район)
В Ярославской области ещё одна деревня Демидово, в Рыбинском районе.
Демидово — деревня в Благовещенском сельском поселении Большесельского района Ярославской области.
Деревня Демидова указана на плане Генерального межевания Рыбинского уезда 1798 года.

## Население
По данным статистического сборника «Сельские населённые пункты Ярославской области на 1 января 2007 года», в деревне Демидово проживает 28 человек. По топокарте на 1981 год в деревне проживало 0,04 тыс. человек.

## География
Деревня расположена на севере района, вблизи границы с Рыбинским районом, на левом берегу реки Черёмухи. Это предпоследняя деревня Большесельского района вниз по левому берегу реки. На расстоянии 2 км к северу, вниз по течению на левом берегу стоит деревня Сельцо-Воскресенское, которая находится уже в Рыбинском районе. Демидово стоит на внутренней стороне излучины реки, на мысу. На противоположном левом берегу, на внешней стороне излучины стоят три поселения: с северо-запада Головинское, с запада деревня Ильинское, с юго-запада село Елохово. Все четыре поселения расположены на одном окружённом лесами поле, на котором есть ещё деревня Басалаево, стоящая в стороне от реки на расстоянии 1 км к юго-западу от Ильинского. К юго-востоку от Демидово имеется небольшое, окруженное лесом поле урочище Скорятина, место, где ранее находилась деревня. На восток от Демидова располагается лесной массив шириной около 6 км, за которым находятся деревни Рыбинского района, стоящие вдоль дороги из Рыбинска на Александрову Пустынь.